# Coixinet adipós subrotular
El coixinet adipós subrotular/infrarotular o coixinet adipós subpatel·lar/infrapatel·lar (o coixinet adipós de Hoffa) és una peça cilíndrica de greix que es troba inferior i posterior a la ròtula dins del genoll, que intervé entre el lligament rotular i el plec sinovial de l'articulació del genoll.